# Dmitri Barmaschow
Dmitri Wladimirowitsch Barmaschow (kasachisch Дмитрий Владимирович Бармашов; * 25. September 1985 in Öskemen) ist ein ehemaliger kasachischer Freestyle-Skier. Er startete in den Buckelpisten-Disziplinen Moguls und Dual Moguls und nahm an zwei Olympischen Winterspielen sowie sechs Freestyle-Skiing-Weltmeisterschaften teil.

## Werdegang
Barmaschow nahm im Februar 2004 in Liptovská Teplička erstmals am Europacup teil, wobei er den 11. Platz im Moguls errang. Bei den Weltmeisterschaften 2005 in Ruka belegte er den 35. Platz im Moguls sowie den 17. Rang im Dual Moguls und bei den Weltmeisterschaften 2007 in Madonna di Campiglio den 36. Platz im Dual Moguls sowie den 31. Rang im Moguls. Sein Debüt im Freestyle-Skiing-Weltcup gab er im Dezember 2005 in Tignes, welchen er auf dem 37. Platz im Moguls beendete. Nachdem er in der Saison 2007/08 drei Wettbewerbe im Europacup gewonnen hatte, erreichte er in der Saison 2008/09 mit dem 29. Platz im Moguls-Weltcup sein bestes Gesamtergebnis im Weltcup. Beim Saisonhöhepunkt, den Weltmeisterschaften 2009 in Inawashiro, kam er auf den 37. Platz im Dual Moguls und auf den 29. Rang im Moguls. Im folgenden Jahr errang er bei den Olympischen Winterspielen in Vancouver den 29. Platz im Moguls. Bei den Winter-Asienspielen 2011 in Almaty gewann er die Bronzemedaille im Moguls und die Goldmedaille im Dual Moguls. In der Saison 2011/12 erreichte er mit Platz acht im Dual Moguls in Deer Valley seine einzige Top-Zehn-Platzierung im Weltcup und wiederholte mit dem 29. Platz im Moguls-Weltcup sein bestes Gesamtergebnis. In den folgenden Jahren belegte er bei den Weltmeisterschaften 2013 in Voss den 41. Platz im Dual Moguls sowie den 32. Rang im Dual Moguls, bei den Olympischen Winterspielen 2014 in Sotschi den 26. Platz im Moguls und bei den Weltmeisterschaften 2015 am Kreischberg den 35. Platz im Moguls sowie den 30. Rang im Dual Moguls. In der Saison 2015/16 wurde er mit drei dritten, zwei zweiten Plätzen sowie einen ersten Platz, Zweiter in der Moguls-Disziplinenwertung des Europacups. In der folgenden Saison kam er bei den Winter-Asienspielen 2017 in Sapporo auf den neunten Platz im Moguls sowie auf den sechsten Rang im Dual Moguls und bei den Weltmeisterschaften 2017 in der Sierra Nevada auf den 41. Platz im Dual Moguls. Seinen 60. und damit letzten Weltcup absolvierte er im Januar 2018 in Mont-Tremblant, welchen er auf dem 21. Platz im Moguls beendete.

## Erfolge

### Olympische Spiele
- 2010 Vancouver: 29. Platz Moguls
- 2014 Sotschi: 26. Platz Moguls

### Weltmeisterschaften
- 2005 Ruka: 17. Platz Dual Moguls, 35. Platz Moguls
- 2007 Madonna di Campiglio: 31. Platz Moguls, 36. Platz Dual Moguls
- 2009 Inawashiro: 29. Platz Moguls, 37. Platz Dual Moguls
- 2013 Voss: 32. Platz Moguls, 41. Platz Dual Moguls
- 2015 Kreischberg: 30. Platz Dual Moguls, 35. Platz Moguls
- 2017 Sierra Nevada: 41. Platz Dual Moguls

### Weltcupwertungen
| Saison  | Gesamt | Gesamt | Moguls | Moguls |
| Saison  | Platz  | Punkte | Platz  | Punkte |
| ------- | ------ | ------ | ------ | ------ |
| 2007/08 | 174.   | 1      | 48.    | 14     |
| 2008/09 | 116.   | 6      | 29.    | 51     |
| 2009/10 | 141.   | 2      | 50.    | 19     |
| 2011/12 | 108.   | 7      | 29.    | 89     |
| 2012/13 | 213.   | 3      | 43.    | 36     |
| 2013/14 | 197.   | 3      | 40.    | 38     |
| 2016/17 | 267.   | 1,18   | 52.    | 13     |
| 2017/18 | 247.   | 2,1    | 41.    | 21     |

### Europacup
- Saison 2015/16: 2. Platz Moguls-Disziplinenwertung
- 9 Podestplätze, davon 4 Siege

### Weitere Erfolge
- Winter-Asienspiele 2011: 1. Platz Dual Moguls, 3. Platz Moguls